# Strada statale 11 (Serbia)
La strada statale 11 (in serbo Државни пут 11?, Državni put 11) è una strada statale della Serbia, che collega l'autostrada A1 con il confine ungherese, fungendo da tangenziale per la città di Subotica.